# Avril 2009 aux États-Unis
Les évènements de l'année 2009 aux États-Unis. 
2007 aux États-Unis - 2008 aux États-Unis - 2009 aux États-Unis - 2010 aux États-Unis - 2011 aux États-Unis
 2007 par pays en Amérique - 2008 par pays en Amérique - 2009 par pays en Amérique - 2010 par pays en Amérique - 2011 par pays en Amérique 
Janvier - Février - Mars - Avril - Mai - Juin - Juillet - Août - Septembre - Octobre - Novembre - Décembre

## Chronologie

### Mercredi1eravril 2009
Économie
- Selon le cabinet de conseil en ressources humaines ADP, les chiffres des pertes d'emplois aux États-Unis du secteur privé se monteraient à 742 000, dépassant les prévisions, déjà pessimistes, des économistes.
- Le constructeur automobile Ford annonce une chute de 40,9 % des ventes de ses véhicules neufs aux États-Unis en mars, par rapport à leur niveau d'il y a un an, mais affichent une progression de 30 % par rapport à février. Ses seules marques Ford, Lincoln et Mercury affichent un recul de 41,3 %, à 125 107 unités. La filiale suédoise Volvo, qui a vocation à être cédée, a pour sa part enregistré un repli de 31,4 % de ses ventes, avec 6 358 unités.

Affaires diverses

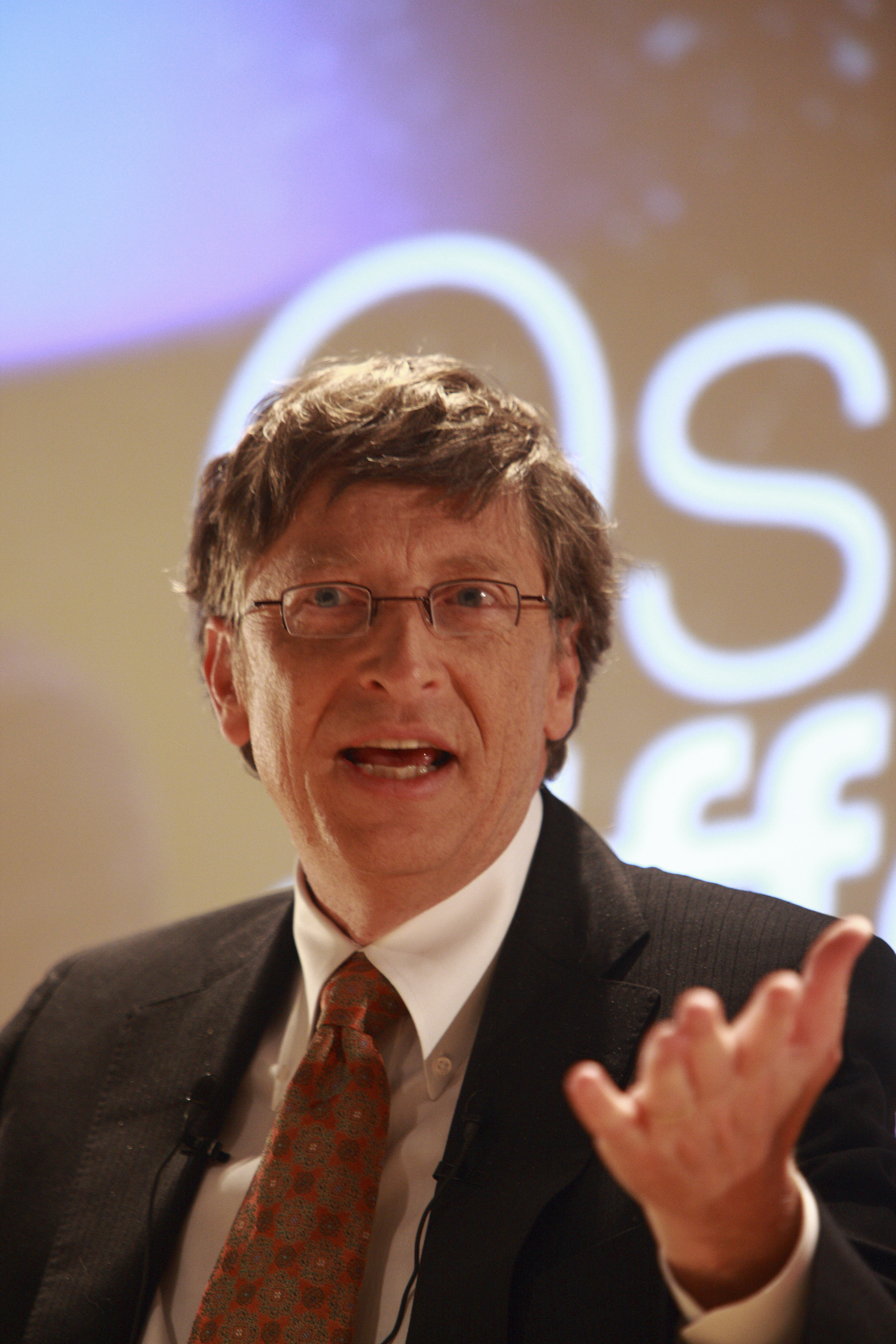
Bill Gates
(janvier 2008)

- Massachusetts : Une tante paternelle kényane du président Barack Obama, Zeituni Onyango, en situation irrégulière aux États-Unis, comparait devant un tribunal  pour faire appel d'une procédure d'expulsion à son encontre. Depuis 2004, elle était sous un ordre d'expulsion mais elle a continué à vivre depuis à Boston. Le président a indiqué qu'il n'avait jamais su que sa tante se trouvait en situation irrégulière aux États-Unis.
- Bill Gates annonce que sa fondation allait verser 33 millions de dollars (25 millions €) pour aider à la lutte contre la tuberculose en Chine. Sa fondation s'est engagée à travailler pendant cinq ans avec le ministère chinois de la Santé pour développer des méthodes avancées de détection et de traitement de la maladie. Selon l'OMS, la Chine doit faire face chaque année à 1,3 million de nouveaux cas de tuberculose, soit 15 % du total mondial.

### Jeudi2 avril 2009
Politique
- La Chambre des représentants adopte, par 247 voix contre 114, un projet de loi visant à « interdire les versements déraisonnables et excessifs et ceux non fondés sur des critères de performance » dans les sociétés ayant touché des fonds publics. Le 19 mars, la Chambre des représentants avait déjà voté un projet de loi visant à imposer à 90 % les primes telles que celles octroyées à des cadres d'AIG. Selon le nouveau texte les critères de performance (stabilité financière, résultats individuels) pour l'obtention de primes, devront être définis formellement par le secrétaire au Trésor.

Économie
- Les États-Unis ont enregistré une augmentation inattendue des inscriptions au chômage la semaine passée, avec 669.000 nouveaux demandeurs d'emploi, le total hebdomadaire le plus élevé depuis plus de 26 ans. Le taux de chômage se monte à 8,5 %. Le nombre total des salariés licenciés inscrits à l'assurance-chômage depuis plus d'une semaine a grimpé à 5,73 millions, son dixième record consécutif, qui le propulse également plus haut que les analystes ne s'y attendaient.

Affaires diverses
- Illinois : L'ancien gouverneur, Rod Blagojevich (52 ans), est inculpé au niveau fédéral de corruption pour avoir notamment proposé le siège de sénateur de Barack Obama au plus offrant. 16 chefs d'inculpation ont été retenus contre lui dont ceux d'extorsion de fonds et de faux témoignages à des agents fédéraux.

### Vendredi3 avril 2009
Politique
- Iowa : La Cour suprême de l'État a ouvert la voie à la légalisation du mariage homosexuel, en jugeant que son interdiction était inconstitutionnelle et que les couples de même sexe devaient avoir un « plein accès » à l'institution du mariage civil. La haute Cour a annulé à l'unanimité une loi de 1998, intitulée « défense du mariage », au motif qu'elle empêchait une protection égale de l'ensemble de la population par la loi. L'Iowa pourrait devenir le troisième État américain à légaliser les mariages entre personnes du même sexe, après le Massachusetts et le Connecticut. La Californie l'a brièvement autorisé, avant qu'un référendum ne revienne sur cette décision en novembre.

Économie
- 5,1 millions d'emplois ont été détruits depuis le début de la récession.
- Quelque 7 600 employés des organismes de refinancement hypothécaire Fannie Mae et Freddie Mac, sauvés par l'État fédéral en septembre, doivent se partager 210 millions de dollars en vertu d'un plan de primes de maintien en poste. James Lockhart, président de l'Agence fédérale du financement immobilier (FHFA), justifie ce programme de primes par le fait que « le maintien du capital humain » des deux groupes est un vrai « défi » et que leur situation impose le maintien d'un « personnel qualifié et expérimenté dans un grand nombre de domaines »[1].

Affaires diverses
- New York : Un tireur armé de deux pistolets, d'origine vietnamienne, a pris en otage une quarantaine de personnes et ouvert le feu à Binghamton faisant au moins 13 morts dans un bâtiment hébergeant une association d'accueil d'immigrants, l'American Civic Association. À la suite de l'intervention de la police l'homme a été retrouvé mort dans le bâtiment ; il se serait suicidé. Le lendemain, un homme affirmant être le chef des talibans pakistanais liés à al-Qaida, Baïtullah Mehsud, a revendiqué l'attaque auprès de journalistes depuis le nord-ouest du Pakistan, mais la police semble privilégier la thèse du tireur fou.

### Samedi4 avril 2009
Politique

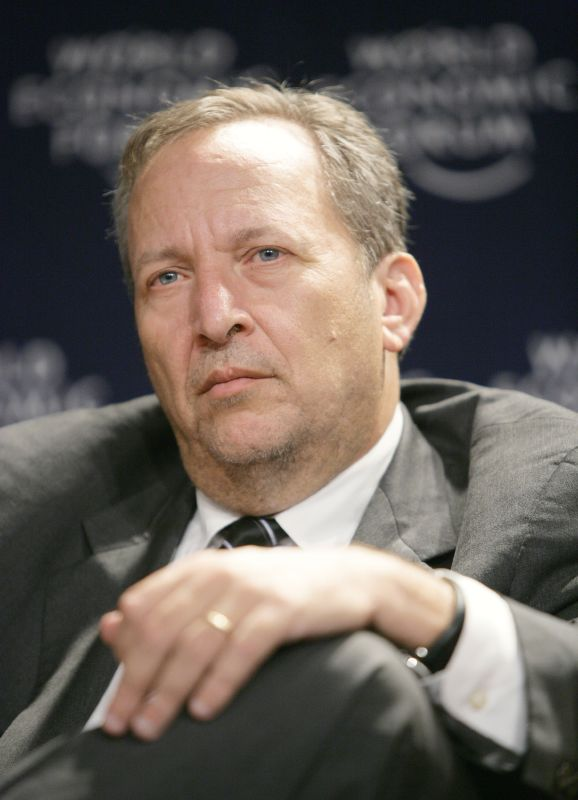
Lawrence Summers
(janvier 2007)

- Le président Barack Obama prévoit un nouvel assouplissement des sanctions contre Cuba, en permettant notamment aux Américains d'origine cubaine de voyager de façon illimitée dans l'île communiste et envisage également d'autoriser les transferts de fonds illimités de particuliers vers Cuba. Ces nouvelles règles, qui ne nécessitent pas l'accord du Congrès, concerneraient près de 1,5 million d'Américains dont un membre de la famille vit à Cuba.
- Le président Barack Obama est arrivé à Prague pour participer à un sommet avec l'Union européenne et prononcer un discours très attendu sur la prolifération nucléaire. Le lendemain, devant 30 000 personnes à Prague, il déclare, lors de l'unique discours de sa tournée européenne, rêver voir de son vivant, sans trop y croire, un monde débarrassé des armes nucléaires : « En tant que seule puissance nucléaire à avoir utilisé une arme nucléaire, les États-Unis ont un devoir moral d'agir » en précisant que même si ce but semble difficile à atteindre, il fallait persévérer.
- Selon le New York Times, le haut conseiller économique de la Maison-Blanche, Lawrence Summers, a reçu plus de 5 millions de dollars l'an passé du fonds spéculatif D.E Shaw et 2,7 autres millions pour des conférences de firmes de Wall Street, aidées par l'État, dont les banques d'affaires Goldman Sachs, Citigroup, JP Morgan et Lehman Brotherss et des banques mexicaines. Selon la Maison-Blanche, ces versements ne sont pas en conflit avec ses fonctions car « il est largement reconnu comme l'un des économistes les plus brillants du pays ».

Affaires diverses
- Dakota du Nord : Cinq enfants âgés de 7 à 16 ans — quatre filles et un garçon de 7 ans — retrouvés morts à leur domicile dans un camp de caravanes du comté de Pierce, ont probablement été tués par leur père, qui a été retrouvé mort.
- Pennsylvanie : Un homme a ouvert le feu à Pittsburgh sur des policiers qui avaient répondu à un appel pour un différend familial,  dans le quartier de Stanton Heights. Le « tireur fou » de 23 ans, équipé d'un fusil d'assaut et de deux autres armes à feu, a tué 3 policiers qui intervenait et en a blessé deux autres. Selon la première enquête, il était furieux d'avoir été licencié, et craignait que l'administration Obama n'interdise la possession d'armes à feu.

### Dimanche5 avril 2009
Politique
- La presse est désormais autorisée à assister à la cérémonie et à photographier le retour d'un soldat américain mort au combat; une interdiction mise en place en 1991 lors de la première guerre du Golfe[2].

Affaires diverses
- Floride : Le Britannique Andy Murray, 4e joueur mondial, remporte le tournoi de tennis de Miami en battant en finale le Serbe Novak Djokovic (no 3).

### Lundi6 avril 2009
Politique

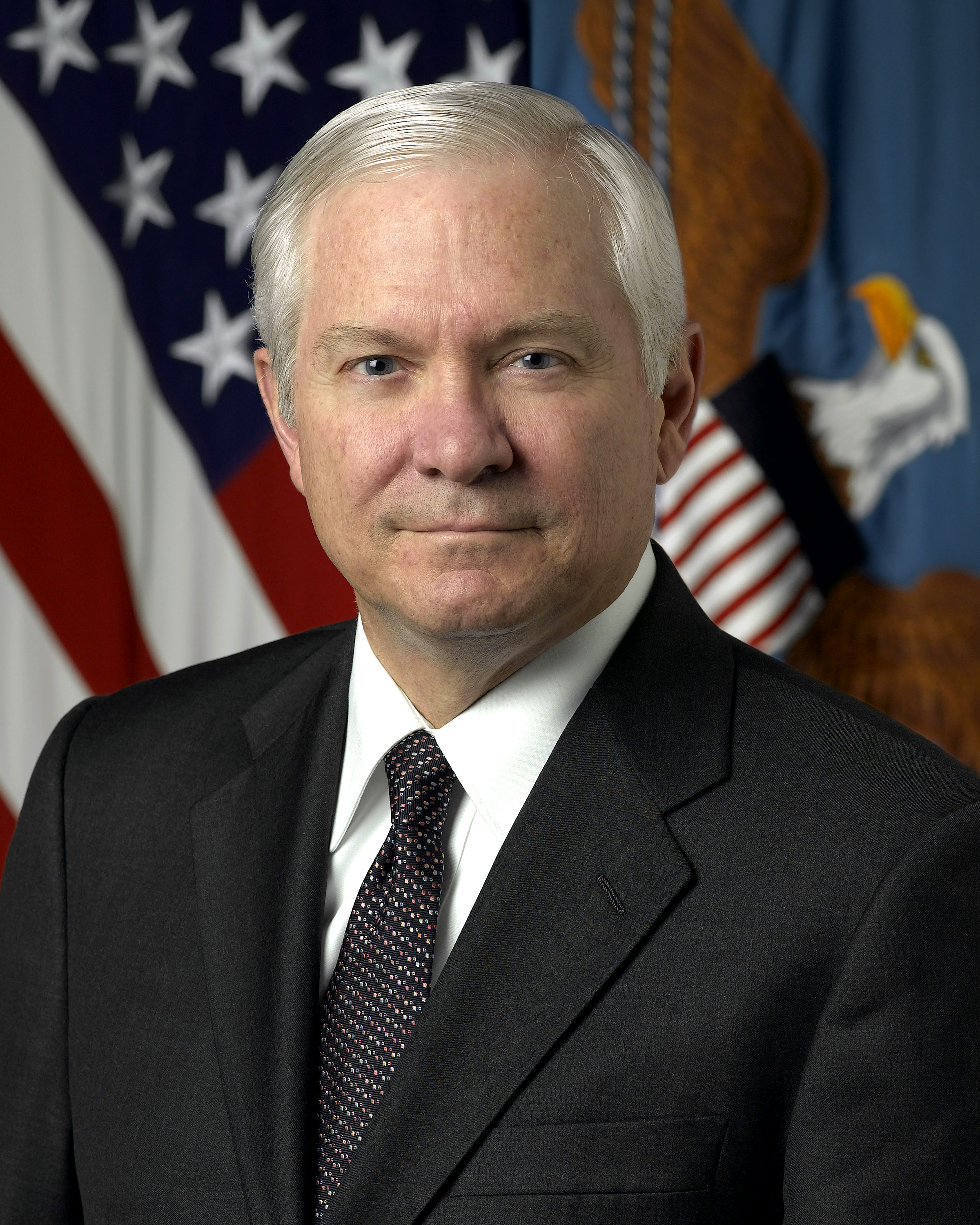
Robert Gates
(décembre 2006)

- Le secrétaire à la Défense, Robert Gates,  lors de la présentation des nouvelles priorités du Pentagone et de ses recommandations budgétaires à la Maison Blanche, annonce la réouverture de la compétition sur le renouvellement de la flotte d'avions ravitailleurs qui oppose le constructeur américain Boeing à l'alliance EADS/Northrop Grumman, mais affirme son opposition à un partage du contrat entre les deux rivaux, en estimant que c'était une mauvaise politique d'achat qui à terme s'avérerait beaucoup plus coûteuse qu'une solution ne retenant qu'un seul type d'avion. Le méga-contrat de 35 milliards de dollars portant sur 179 avions avait été attribué en février 2008 à l'alliance EADS/Northrop Grumman, mais Boeing avait contesté la décision et déposé un recours auprès de la Cour des comptes américaine (GAO), qui avait tranché en sa faveur, recommandant une réouverture de la compétition.

Économie
- Le constructeur automobile Ford annonce avoir bouclé la restructuration de sa dette, qui a été réduite de 9,9 milliards de dollars, par rapport aux 25,8 milliards encore supportés à la fin décembre. Cette opération va permettre de réduire de 500 millions de dollars par an les intérêts que paie Ford sur sa dette. Le groupe n'a pas réclamé d'aide de l'État alors que General Motors (GM) et Chrysler ont reçu 17,4 milliards de dollars d'aide fédérale et sont toujours menacés de faillite.
- L'Agence de presse américaine, une coopérative de plus de 1 400 journaux,   annonce qu'elle prévoyait des actions judiciaires à l'encontre des sites internet qui publient ses informations sans autorisation, et a indiqué qu'elle allait baisser ses tarifs pour ses abonnés. Selon son président Dean Singleton : Nous ne pouvons plus rester là et regarder certains utiliser notre travail avec des théories légales erronées. Dernièrement de nombreux journaux américains ont critiqué ouvertement des agrégateurs comme Google News, qui fournissent des liens vers leur contenu sans partager les revenus publicitaires, cependant certains journaux se félicitent toutefois du fait que Google news fait venir de nouveaux lecteurs sur leur site.

Affaires diverses

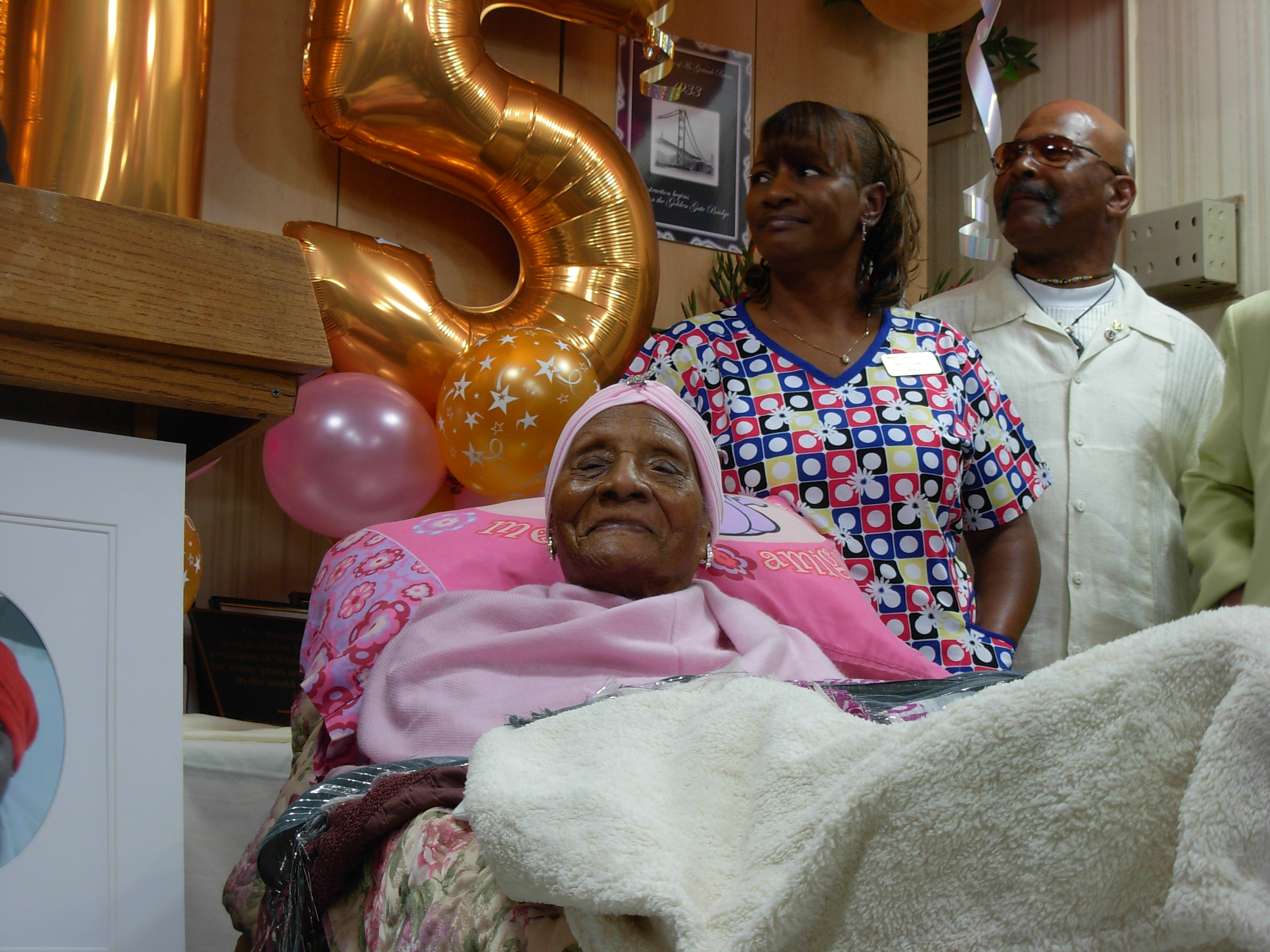
Gertrude Baines, 115 ans
(avril 2009)

- Kentucky : Ouverture du procès d'un militaire, soupçonné d'avoir été, en mars 2006, l'initiateur et le responsable d'une expédition criminelle avec quatre autres soldats ayant abouti au massacre d'une famille irakienne. Les quatre autres militaires ont déjà été condamnés devant une cour martiale où ils ont livré des détails sordides sur les faits.
- Californie : 
  - La doyenne de l'humanité,Gertrude Baines, une Américaine noire, a fêté hier ses 115 ans à Los Angeles. Elle est devenue début janvier la doyenne de l'humanité après la mort de la Portugaise Maria de Jesus dos Santos à l'âge de 115 ans, selon le Gerontology Research Group (GRG) qui tient à jour une liste des « supercentenaires », des personnes âgées de 110 ans ou plus dont les dates de naissance ont pu être vérifiées.
  - La Food and Drug Administration annonce avoir découvert la présence de salmonelles — bactéries provoquant une infection intestinale appelée salmonellose chez l'homme et transmises par la consommation d'aliments contaminés par des matières fécales d'animaux — dans une usine californienne de pistaches du groupe Terra Bella, deuxième plus gros producteur de pistaches des États-Unis. Une contamination importante avait été signalée dès fin mars. En 2008 dernier, 9 personnes sont mortes et au moins 4 000 autres sont tombées malades après avoir été intoxiquées par des cacahuètes contaminées, mais de nombreux cas ne sont pas signalés.
- Massachusetts : Un affréteur espagnol, Consultores de Navegacion, a plaidé coupable et accepté de payer 2,5 millions de dollars d'amende pour des rejets polluants dans l'océan et autres délits dont falsification de documents, fausses déclarations, complot et obstruction. Selon le procureur, l'un de ses bateaux, le chimiquier M/T Nautilus, a procédé à plusieurs reprises à des rejets polluants en haute mer entre juin 2007 et mars 2008[3].

### Mardi7 avril 2009
Politique
- Vermont : Le Sénat du Vermont et sa chambre des représentants ont voté la légalisation du mariage homosexuel passant outre au veto du gouverneur Jim Douglas et devenant le quatrième État à l'autoriser après le Massachusetts, le Connecticut et l'Iowa, trois États où le mariage homosexuel a été obtenu par une décision de justice et non législative.

### Mercredi8 avril 2009
Politique

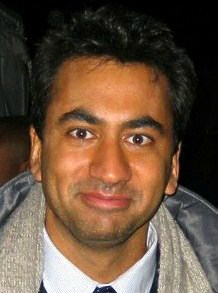
Kal Penn
(août 2009)

- Administration Obama : L'acteur d'origine indienne, Kal Penn, vue dernièrement dans la série Dr House annonce avoir accepté de rejoindre le bureau des relations politiques de la Maison-Blanche où il s'occupera des relations de l'administration avec le monde des Arts et du spectacle. Il a activement participé à la campagne de Barack Obama en 2007 et 2008. Il quitte la série après le suicide du personnage qu'il incarne d'une balle dans la tête.

Économie
- Le président de la Réserve fédérale de Dallas — l'une des treize antennes régionales de la banque centrale américaine —, Richard Fisher, estime que le taux de chômage aux États-Unis pourrait « être supérieur à 10 % d'ici à la fin de l'année ».

Affaires diverses
- Rhode Island : Le groupe informatique Microsoft est condamné à verser 388 millions de dollars à la société Uniloc (en) pour violation de brevet sur un dispositif anti-piratage. Le jury a estimé que Microsoft avait délibérément et illégalement exploité un brevet d'Uniloc[4].

### Jeudi9 avril 2009
Politique

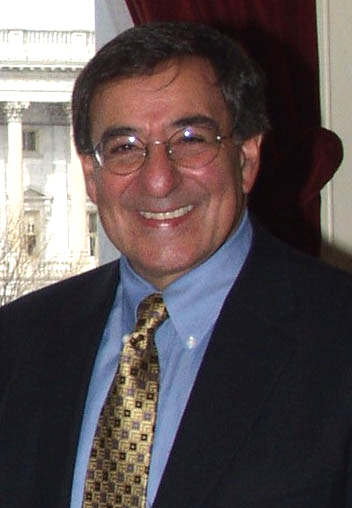
Leon Panetta
(décembre 2006)

- Le président Barack Obama réclame au Congrès 83,4 milliards de dollars supplémentaires « pour financer nos opérations militaires, diplomatiques et de renseignement en cours » en 2009 : « Nous sommes confrontés à une situation sécuritaire en Afghanistan et au Pakistan qui exige une attention urgente. Les talibans se renforcent et Al-Qaida menace l'Amérique depuis ses refuges le long de la frontière afghano-pakistanaise »[5].
- L'ex-président cubain Fidel Castro estime « contradictoire » la politique extérieure prônée par le président Barack Obama lors de sa première tournée à l'étranger qui lui a néanmoins apporté, des « résultats politiques indiscutables ». Au sujet de l'OTAN, il estime qu'elle est « une organisation belliqueuse et agressive qui menace non seulement la Russie mais aussi d'autres pays dans n'importe quelle partie du monde »[6].
- Le directeur de la CIA, Leon Panetta, affirme que l'agence n'utilise plus de prisons secrètes pour détenir les individus soupçonnés de terrorisme, conformément au décret du président Barack Obama interdisant les anciennes pratiques controversées de l'agence de renseignement.

Économie
- Selon le principal conseiller économique de la Maison Blanche, Lawrence Summers, le chômage aux États-Unis ne devrait pas se stabiliser au niveau actuel : « Je ne pense pas que nous puissions nous raccrocher à la perspective que le chômage se stabilise au niveau actuel [...] Le chômage est un peu en décalage par rapport à ce qui se passe dans l'activité économique réelle. Et pour garder un taux de chômage stable, le PIB doit croître à un rythme discuté sans arrêt par les économistes. Quelque part autour de 2,5 % [...] Une économie qui croîtrait de 1 % serait encore une économie qui verrait monter le chômage ».

### Vendredi10 avril 2009
Affaires diverses
- La Cour d'appel pour l'immigration a rejeté la demande de suspension d'expulsion de l'ancien garde de camp nazi John Demjanjuk (89 ans) vers l'Allemagne, où il doit être jugé pour sa participation à l'assassinat de plus de 29 000 prisonniers juifs en 1943 du camp d'extermination de Sobibor. Arrivé aux États-Unis avec sa famille dans les années 1950, Il s'était installé à Cleveland. Condamné à mort en Israël en 1988, il avait été acquitté en raison de doutes sur son identité. Un juge américain lui avait retiré sa nationalité américaine en 2002 et il était sous le coup d'une procédure d'expulsion ordonnée en 2005.

### Samedi11 avril 2009
Économie
- Caroline du Nord : La FDIC annonce la fermeture de la « Cape Fear Bank », la 22e faillite de banque régionale aux États-Unis et septième plus grosse faillite d'une banque de dépôt en termes d'actifs depuis le début de l'année. Ses actifs d'un montant de 492 millions sont repris par la First Federal Savings and Loans, une caisse d'épargne.

Affaires diverses
- Le Texas, l'Arkansas et le Tennessee luttent toujours contre de nombreuses tornades qui ont ravagé des dizaines de milliers d'hectares et des milliers de bâtiments et causés des centaines d'incendies. Les morts et les blessés se comptent par dizaines.

### Lundi13 avril 2009
Politique
- L'américain Adam Gadahn, membre d'al-Qaida, exhorte ses partisans, dans un document vidéo diffusé sur les forums djihadistes, à augmenter leur soutien humain et financier aux combattants islamistes, affirmant que « l'Occident mécrant a commencé à chanceler et à faiblir ».

Économie
- Le secrétariat au Trésor demande à General Motors de se préparer à un rapide dépôt de bilan, bien que le constructeur affirme sa capacité à se restructurer. L'objectif est de préparer General Motors à une faillite rapide et « chirurgicale », au cas où le groupe ne parviendrait pas, d'ici le 1er juin, à trouver un accord avec ses créanciers sur l'échange d'environ 28 milliards d'obligations en actions, ainsi qu'avec le puissant syndicat Automobile Workers Union qui refuse des concessions si les créanciers n'en font pas.
- La banque d'affaires Goldman Sachs a réussi à rassembler 5,5 milliards de dollars dans un nouveau fonds, « GS Vintage Fund V », pour racheter, avec une forte décote de 30 à 50 %, leurs parts aux banques et aux fonds qui ont investi dans des sociétés non cotées.
- Alabama : Le groupe de pneumatiques Michelin annonce la fermeture de son usine BF Goodrich d'Opelika, d'ici fin octobre et qui emploie quelque 1 000 employés, car avec la crise, « les consommateurs conduisent moins, achètent moins de véhicules et retardent l'achat de pneus de remplacement. La chute dramatique de la demande a créé une surcapacité importante sur le marché des pneus américains que Michelin ne voit pas rebondir à court terme ».

Affaires diverses
- New Hampshire : Un gigantesque incendie détruit une cinquantaine de bâtiments d'un centre chrétien à Alton Bay à 48 km de Concord. Le centre existait depuis 1863.

### Mardi14 avril 2009
Économie

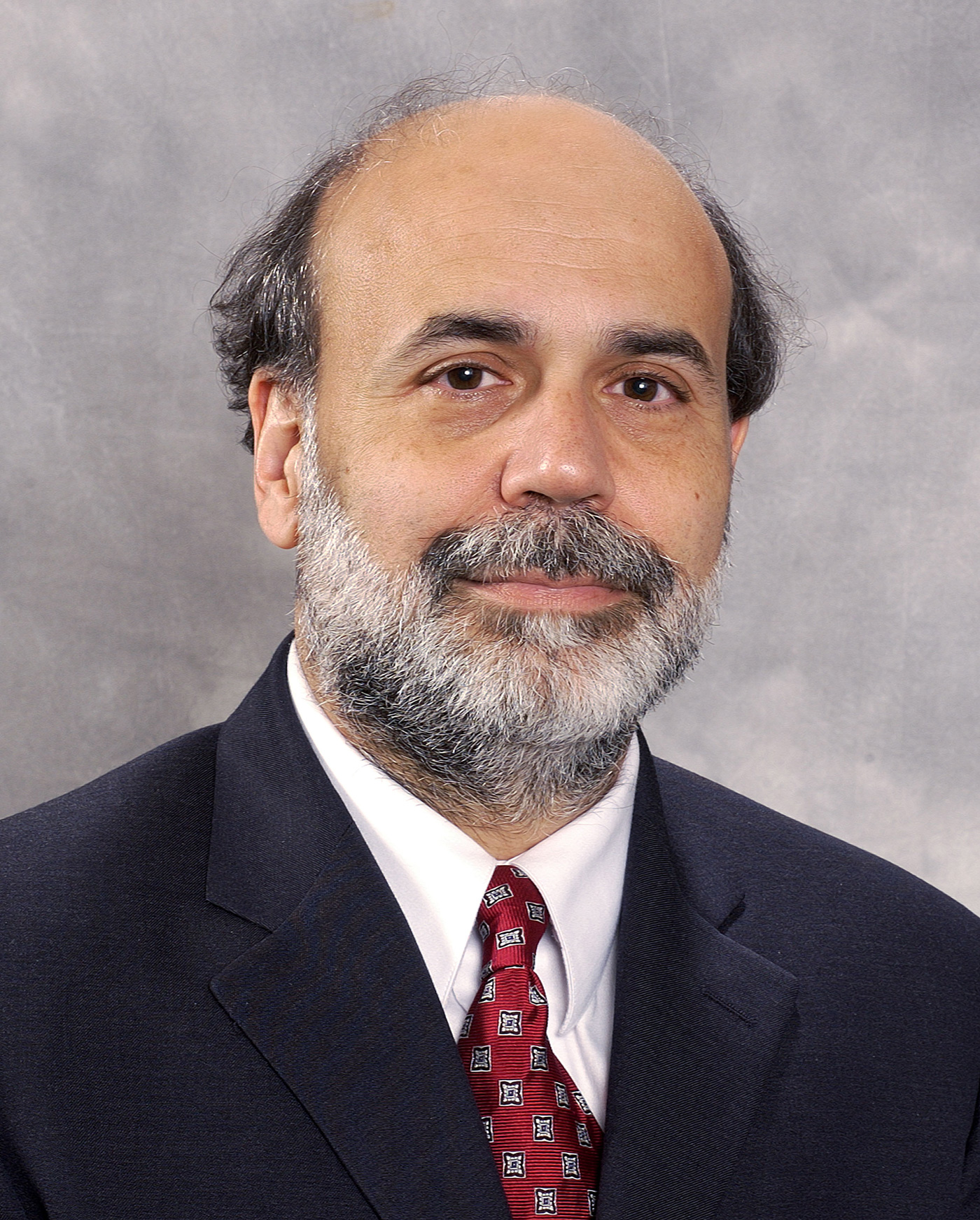
Ben Bernanke
(mai 2005)

- Le président de la Réserve fédérale américaine (Fed), Ben Bernanke affirme percevoir des « signes timides que la forte baisse de l'activité économique pourrait être en train de ralentir » aux États-Unis, mais a prévenu que l'inflation « va rester très basse pendant un moment » ajoutant « une stabilisation de l'activité économique est le premier pas vers la reprise. Pour sûr, nous n'aurons pas de reprise durable sans stabilisation de notre système financier et nos marchés du crédit [...] Même si l'inflation semble partie pour être faible pendant un certain temps, le moment viendra où l'économie recommencera à se renforcer, les marchés financiers se rétabliront et la demande de biens et services, qui est actuellement très faible, repartira à la hausse ».
- Selon l'organisation Pew Hispanic Center, le nombre d'immigrés illégaux aux États-Unis était de 11,9 millions de personnes en 2008 pour à 76 % d'origine hispanique. Leur nombre s'est stabilisé au cours des dernières années, après une forte accélération au cours de la dernière décennie. Parmi eux, 8,3 millions travaillent. Près de la moitié des foyers d'immigrés illégaux sont composés d'un couple avec enfants et 73 % des enfants d'immigrés clandestins sont Américains du fait de leur naissance sur le sol américain.

Affaires diverses
- General Motors va rappeler 1,5 million de véhicules à titre de précaution pour des risques d'incendies, concernant tous les véhicules équipés du moteur V6 de 3,8 litres, car des gouttes d'essence peuvent perler sur le pot d'échappement et provoquer un incendie dans le moteur.

### Jeudi16 avril 2009
Politique
- Publication par l'administration Obama de notes internes qui fournissaient à la CIA – avec de nombreux détails – l'argumentaire juridique pour infliger aux terroristes présumés des traitements censés les faire parler, comme la simulation de noyade.

Économie
- Le groupe d'assurances AIG, nationalisé à l'automne pour échapper à la faillite, annonce la cession de ses activités d'assurance automobile aux États-Unis à son concurrent suisse Zurich Financial Services moyennant 1,9 milliard de dollars.
- Illinois : Le groupe General Growth Properties, propriétaire de quelque 200 centres commerciaux et d'immeubles de bureaux, dépose le bilan et demande à bénéficier des dispositions du chapitre 11 de la loi sur les faillites, ce qui constitue l'une des plus grosses faillites jamais enregistrées dans l'immobilier aux États-Unis. La dette s'élève à 27 milliards de dollars alors que les actifs sont de 24 milliards $.
- Wisconsin : Le constructeur de motos Harley-Davidson annonce la suppression de 300 à 400 postes supplémentaires ce qui portera à 1 500 le nombre total d'emplois supprimés dans ses usines. En 2008, la production de motos avait baissé de 8 % pour revenir à 303 000 unités.

### Vendredi17 avril 2009
Politique
- L'Agence américaine de protection de l'environnement (EPA) déclare les gaz à effet de serre dangereux pour la santé publique, selon la volonté du président Barack Obama de prendre à bras le corps le problème du réchauffement climatique. Cette décision ouvre la voie à des réglementations de ces émissions — dont la plus importante est le dioxyde de carbone (CO2) — qui tomberont désormais sous le coup de la loi antipollution, dite « Clean Air Act », en vigueur depuis 1970. Les autorités fédérales pourront désormais prendre des mesures pour limiter ces émissions, dégagées par les voitures, avions, centrales électriques au charbon ou raffineries de pétrole, et qui contribuent au réchauffement de la planète.
- Les Instituts américains de la santé (NIH) ont dévoilé le projet de directive sur l'utilisation des cellules souche embryonnaires humaines pour la recherche publique qui excluent sans surprise les pratiques controversées comme la création d'embryons à des seules fins scientifiques. Les NIH proposent d'étendre le financement de la recherche publique aux seules cellules-souches provenant d'embryons surnuméraires laissés par des couples dans des cliniques pratiquant la fécondation in vitro et qui seront de toute manière détruits, selon le document publié sur le site des Instituts.

Économie
- Le président de la Réserve fédérale Ben Bernanke déclare : « Je ne pense pas que quiconque veuille revenir aux années 1970. L'innovation financière a amélioré l'accès au crédit, réduit les coûts, et augmenté le choix [...] Il ne faut pas tenter d'imposer des restrictions aux fournisseurs de crédit tellement lourdes qu'elles empêchent le développement de nouveaux produits et services à l'avenir [...] Il semble clair que la difficulté à gérer l'innovation lors de la période menant à la crise a été sous-estimée, et pas seulement dans le cas du prêt aux consommateurs [...] par exemple, la complexité et le manque de transparence ont été un problème pour certains produits innovants destinés aux investisseurs, tels que certains produits de crédits structurés ».
- Au niveau national, le chômage est à 8,5 %.
- Californie : le taux de chômage s'est établi à 11,2 % en mars, le record depuis 1976 pour cet État de 37 millions d'habitants.

Affaires diverses
- Floride : L'Assemblée de la Résistance, regroupant 54 organisations d'exilés cubains et d'opposants sur l'île communiste, ont envoyé depuis Miami une lettre aux « représentants démocrates des Amériques » réunis en sommet à Trinité-et-Tobago, pour leur demandant de soutenir les appels à la démocratie à Cuba. Elles dénoncent le fait que le régime politique cubain soit « un régime de parti unique et que tout message d'opposition y est réprimé comme un délit de propagande ennemie [...] Nous pensons que ce n'est pas le moment d'accepter la dictature cubaine sans conditions ».
- Dans l'affaire Madoff, le liquidateur dépose des requêtes de poursuite contre deux fonds « rabatteurs », les sociétés Kingate Global Fund et Kingate Euro Fund, enregistrées aux îles Vierges britanniques, et ayant alimenté la société de conseil en investissement du financier déchu, réclamant la restitution de 255 millions de dollars. Ces deux filiales de Kingate ont reçu 100 puis 155 millions de dollars de commissions dans les semaines précédant la chute de l'homme d'affaires new-yorkais.

### Samedi18 avril 2009
Politique
- Le président Barack Obama annonce un nouvel effort pour réduire les dépenses de l'État, la nomination, pour la première fois, d'un responsable à la « performance » à la Maison Blanche et la suppression prochaine de dizaines de programmes inutiles. Le nouveau chargé de la Performance, Jeffrey Zients devra « rationaliser les procédures, réduire les coûts et débusquer les meilleures pratiques pour la totalité de notre gouvernement ».

### Dimanche19 avril 2009
- Selon le conseiller Larry Summers, le président Barack Obama est déterminé à s'attaquer aux abus des banques concernant les cartes de crédit, forçant de nombreux Américains à payer des taux d'intérêt très excessifs : « Nous avons besoin de voir l'économie américaine moins dépendante de l'endettement [...] C'est pourquoi nous devons mettre fin aux tactiques de marketing qui rendent les Américains dépendants du crédit pour leur permettre d'économiser de nouveau, de se préparer à envoyer leurs enfants à l'université et de prévoir leur retraite ».

### Lundi20 avril 2009
Politique
- Le président Barack Obama ordonne à son administration de trouver 100 millions de dollars d'économies dans le budget fédéral au cours des 90 prochains jours, en guise d'exemple de rigueur financière, pour montrer sa détermination à réduire à terme le train de vie de l'État, alors que le président est sous le feu des critiques des républicains avocats d'un gouvernement économe : « Nous avons l'obligation [...] de veiller à ce que ce gouvernement soit aussi efficace que possible et à ce que le moindre dollar qui vient du contribuable et que nous dépensons le soit raisonnablement [...] L'un des messages que j'ai délivré aujourd'hui à tous les membres du gouvernement, c'est celui-ci : vous avez été très bons jusqu'alors, mais vous allez devoir faire encore mieux. Je demande à chacun d'entre eux d'identifier au moins 100 millions d'économies supplémentaires dans le budget de leur administration ».

Économie
- L'éditeur de logiciels Oracle annonce la prochaine acquisition du groupe informatique Sun Microsystems pour 9,50 dollars par action soit 0,10 cts de plus que l'offre repoussée d'IBM. L'accord avec Oracle valorise Sun Microsystems à environ 7,1 milliards de dollars, sur la base des 745 millions d'actions en circulation. Les deux entreprises collaborent depuis plus de vingt ans : Oracle utilise la technologie Java de Sun alors que ce dernier utilise la base de  données d'Oracle.
- La chaîne de télévision NBC annonce avoir atteint le milliard d'épisodes visionnés en entier par les internautes sur son site en streaming lancé en octobre 2006. Ce type de site permet aux téléspectateurs de suivre les épisodes manqués de leurs séries préférées ou de découvrir des nouveautés. Ce mode de diffusion devrait désormais être pris en compte par les networks pour juger de la popularité des séries et ainsi aider à déterminer leur annulation ou reconduction en fin de saison.

Affaires diverses
- Le New York Times remporte 5 récompenses sur les 14 décernées lors de la 93e édition de la remise des prestigieux prix Pulitzer. Les sites d'information en ligne étaient pour la première fois admis au concours dont l'influence grandissante est reconnue. Parmi les quotidiens, 7 des lauréats ont « beaucoup de contenu éditorial en ligne ».

### Mardi21 avril 2009
Politique
- Publication d'un rapport de la commission des services armés du Sénat américain, détaillant l'origine des techniques d'interrogatoire issues de l'armée et utilisées dans la lutte antiterroriste sous la présidence de George W. Bush. Parmi ces méthodes se trouvent notamment la gifle, la nudité des détenus et les positions de stress. Le rapport souligne également l'influence du secrétaire à la défense, Donald Rumsfeld, dans l'utilisation de ces techniques. Le document met aussi en lumière les techniques utilisées par l'armée américaine pour entraîner ses soldats à résister à d'éventuels interrogatoires ennemis en les soumettant à des brimades.

### Mercredi22 avril 2009
Politique
- Le président Barack Obama annonce vouloir engager les États-Unis dans une « révolution » énergétique censée mettre fin à la dépendance pétrolière et combattre le réchauffement climatique. Le président s'est livré à un ardent plaidoyer pour une nouvelle économie entraînée par l'énergie éolienne et les énergies propres, et a déclaré que les jours étaient révolus où les États-Unis traînaient les pieds dans la lutte contre le changement climatique et désormais ils sont prêts à coopérer avec les autres pays. Il affirme aussi sa volonté de voir la part des États-Unis dans la pollution par les gaz carboniques diminuer de 80 % d'ici à 2050. Il a fait valoir les millions d'emplois que créerait cette nouvelle économie propre selon lui. Il a de nouveau défendu l'idée d'un marché des émissions de gaz à effet de serre, le jour où le Congrès entendait des membres de son administration sur un projet de loi dont l'instauration d'un tel marché est l'une des dispositions. L'idée est de fixer un plafond aux émissions de l'économie américaine et d'assigner une valeur marchande à la pollution. Les compagnies pourraient acheter et vendre le droit aux émissions, et devraient ainsi choisir entre payer pour polluer ou investir pour polluer moins. Le président a aussi annoncé que son administration allait autoriser la concession des eaux fédérales pour la génération d'énergie, ce qui permettrait par exemple d'installer des éoliennes au large des côtes.

Affaires diverses
- David Kellermann (41 ans), directeur financier et vice-président de l'organisme de refinancement hypothécaire Freddie Mac, l'une des institutions victimes de la crise du crédit, est retrouvé mort, apparemment suicidé dans sa maison de Vienna (Virginie) à son domicile près de Washington. Il avait été nommé directeur financier en septembre, lorsque les deux organismes ont été repris en main par le gouvernement pour leur éviter la faillite.
- L'autorité de régulation des médicaments (FDA), abaisse à 17 ans, la limite d'âge pour la vente sans ordonnance de la pilule du lendemain. En 2006, la vente de la pilule du lendemain, dite « plan B », avait été autorisée sans ordonnance pour les femmes âgées de 18 ans. Cette contraception d'urgence s'utilise dans les 72 heures après les rapports sexuels. Selon la présidente de la Fédération américaine du Planning Familial, Cécile Richards, « les États-Unis ont le plus fort taux de grossesses d'adolescentes dans le monde industriel [...] fournir des moyens de contraception, y compris la pilule d'urgence, à des jeunes femmes aide à prendre des décisions responsables et à éviter des grossesses non-désirées ». Selon la présidente de l'American Life League (ALL), Judie Brown, il s'agit d'une décision « irresponsable » car la FDA est « sous l'emprise du lobby pharmaceutique ».
- Une affaire d'écoutes de membres du congrès est révélée par la presse[7].

### Jeudi23 avril 2009
Économie
- Le groupe automobile italien Fiat annonce la suppression de « 10 % à 15 % » des emplois de sa filiale américaine de machines agricoles et d'engins de construction CNH, qui emploie environ 31 000 personnes, afin d'ajuster les « coûts et la structure » de la société aux « perspectives du marché ».
- Le constructeur automobile General Motors annonce la fermeture de 13 de ses usines d'assemblage en Amérique du Nord pour des périodes allant jusqu'à neuf semaines cet été pour réduire sa production de 190 000 unités cette année et résorber ses stocks d'invendus de 767 000 véhicules. Cette mesure entre dans le cadre des efforts du groupe qui est menacé d'un dépôt de bilan. GM a reçu 13,4 milliards de dollars d'aides du gouvernement fédéral et va obtenir 5 milliards supplémentaires qui doivent lui permettre de fonctionner jusqu'au 1er juin, date-butoir fixée par l'administration Obama pour qu'il présente un plan de restructuration crédible.

### Vendredi24 avril 2009
Affaires diverses
- Un petit avion monomoteur viole l'espace aérien interdit au-dessus du Capitole à Washington alors que le président Barack Obama était présent dans le bâtiment fédéral. Deux chasseurs F-16 et deux hélicoptères des garde-côtes ont intercepté l'avion.

### Dimanche26 avril 2009
Politique
- Selon l'ambassadrice auprès des Nations unies, Susan Rice, le président Barack Obama « s'est engagé à faire des États-Unis un chef de file mondial pour mettre fin aux décès causés par la malaria d'ici 2015 » « qui est l'une des principales causes de mortalité chez les enfants et une cause majeure de pauvreté » selon l'UNICEF.

Affaires diverses
- La ministre de la Sécurité intérieure déclare  « l'état d'urgence sanitaire » en raison de la grippe porcine et annonce des dépistages sur les  personnes qui se présenteraient aux frontières en provenance de pays touchés par le virus.

### Lundi27 avril 2009
Politique
- Administration Barack Obama : Le président annonce avoir choisi, au poste de coordinateur du plan américain d'urgence contre le Sida,  auquel sont consacrés chaque année plusieurs milliards de dollars, le professeur Eric Goosby.  Engagé depuis 25 ans dans ce combat, il est professeur à  l'université de Californie et chef depuis 2001 de la Fondation  Pangaea Global AIDS. Il a joué un rôle  crucial dans le développement et la mise en œuvre de plans nationaux de  traitement du sida en Afrique du Sud, au Rwanda, en Chine et en  Ukraine. Sous l'administration Clinton, il a officié comme directeur adjoint du  bureau de la Maison Blanche engagé dans la lutte contre le sida.

Économie
- Le constructeur automobile General Motors annonce que  sa marque Pontiac, allait disparaître d'ici la fin 2010, et qu'une  décision serait prise d'ici la fin de l'année sur Saab, Saturn et  Hummer.

Affaires diverses
- L'Organisation mondiale de la santé (OMS) annonce  40 cas de grippe H1N1 confirmés aux États-Unis et estime que la  propagation du virus était « très préoccupante ». Les services de santé vont disposer de 11 millions de  traitements antiviraux contre la grippe H1N1 issus des stocks fédéraux pour aider les États américains touchés.
- New York : 3 avions militaires, dont un Boeing 747 de la flotte présidentielle et deux chasseurs F-16, ont survolé l'Hudson et  le sud de Manhattan à basse altitude, provoquant la panique et  l'évacuation de bureaux. Selon l'Aviation fédérale (FAA), « il s'agissait d'une manœuvre autorisée du département de la Défense destinée à faire des photos ».

### Mardi28 avril 2009
Affaires diverses
- Les 3 frères Duka, d'origine albanaise, sont condamnés à la prison à perpétuité, sans possibilité de libération conditionnelle, pour complot d'attentat  contre la base militaire de Fort Dix dans le New Jersey. Le gang composé de 5 complices se serait inspiré des attentats djihadistes  contre les militaires. Ils ont été arrêtés en mai 2007.
- Californie : Un autocar transportant 36 personnes dont 34 Français s'est retourné sur la route 101 à Soledad (comté de Monterey) après avoir percuté la barrière de sécurité, causant la mort de 5 personnes et en blessant beaucoup d'autres.

### Mercredi29 avril 2009
Économie
- Le PIB américain s'est contracté pour le  troisième trimestre  d'affilée de 6,1 % en rythme annuel, plombé par un nouvel effondrement de l'investissement des entreprises et des ménages.
- Une nouvelle convention d'entreprise est proposée aux 28 000 ouvriers du constructeur automobile Chrysler par laquelle le syndicat de l'automobile (UAW) s'engage à ne pas recourir à la grève jusqu'en 2015, afin de boucler tous les points du son plan de restructuration et finaliser l'alliance avec le constructeur italien Fiat. Le contrat chez Chrysler est inspiré de celui récemment conclu chez le  constructeur Ford. Il prévoit la fin de l'indexation des salaires sur  l'inflation, le paiement des heures supplémentaires au-delà de quarante  heures travaillées par semaine, et aussi une nette réduction du  recours à des emplois qualifiés. L'UAW prendra également en charge l'assurance maladie des ouvriers à la retraite via un fonds doté de 4,6 milliards de dollars abondé par le constructeur à hauteur de 300 millions en 2010 et 2011. Une part importante des engagements de Chrysler à ce fonds sera payée en titres Chrysler ce qui aura pour conséquence de faire du syndicat l'actionnaire majoritaire de Chrysler avec 55 % du capital, contre 35 % pour Fiat et 10 % pour les créanciers du groupe et l'État fédéral[8].

Affaires diverses
- Les autorités sanitaires annoncent que 91  cas de grippe H1N1 sont confirmés dans dix États du  pays.

### Jeudi30 avril 2009
Affaires diverses
- La ministre de la Santé, Kathleen Sebelius, annonce que les États-Unis vont acheter 13 millions de traitements antiviraux pour reconstituer leur stocks stratégiques et distribuer 400 000 de ces traitements au Mexique, épicentre de la grippe porcine.
- 300 écoles, concernant 169 000 élèves, sont fermées par crainte de propagation de la grippe H1N1 sur les quelque 100 000 que compte le pays.
- Le tribunal fédéral des faillites de New York approuve le rachat aux enchères pour 25,5 millions de dollars de la société d'investissement du financier déchu Bernard Madoff par la société d'investissement surtitres « Castor Pollux ». Le liquidateur judiciaire, Irving Picard, chargé de la liquidation des biens de Bernard Madoff, n'a jusqu'à présent réussi à collecter qu'environ un milliard de dollars, sur les 50 ou plus que Bernard Madoff doit aux milliers d'investisseurs qu'il a escroqués.
- Illinois : Le Saoudien, Ali al-Marri (43 ans), a plaidé coupable de « soutien matériel » au réseau terroriste Al-Qaïda devant un tribunal fédéral, après avoir été détenu sans procès plus de cinq ans sur le sol américain. Il a reconnu avoir été entraîné dans des camps terroristes au Pakistan entre 1998 et 2001 et y avoir rencontré Khalid Cheikh Mohammed, cerveau autoproclamé des attentats du 11 septembre 2001.